# Болдирев Іван Володимирович
Іван Володимирович Болдирев (рос. Иван Владимирович Болдырев; 20 січня 1988, м. Липецьк, СРСР) — російський хокеїст, захисник. 
Вихованець хокейної школи «Локомотив» (Ярославль). Виступав за «Кристал» (Саратов), «Зауралля» (Курган), «Автомобіліст» (Єкатеринбург), «Іжсталь» (Іжевськ), «Торос» (Нефтекамськ), «Салават Юлаєв» (Уфа), «Торос» (Нефтекамськ), «Дизель» (Пенза).

## Досягнення
- Чемпіон ВХЛ (2012).